# Rue de l'Amiral-Hamelin
Pour les articles homonymes, voir Hamelin.
La rue de l'Amiral-Hamelin est une voie du 16e arrondissement de Paris, en France.

## Situation et accès
D'une longueur de 315 mètres, elle commence à la place Marlène-Dietrich et finit au no 41 de l'avenue Kleber.
Le quartier est desservi par la ligne 6 à la station Boissière.

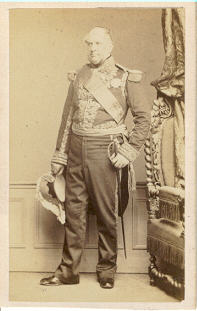
Ferdinand Hamelin.

## Origine du nom

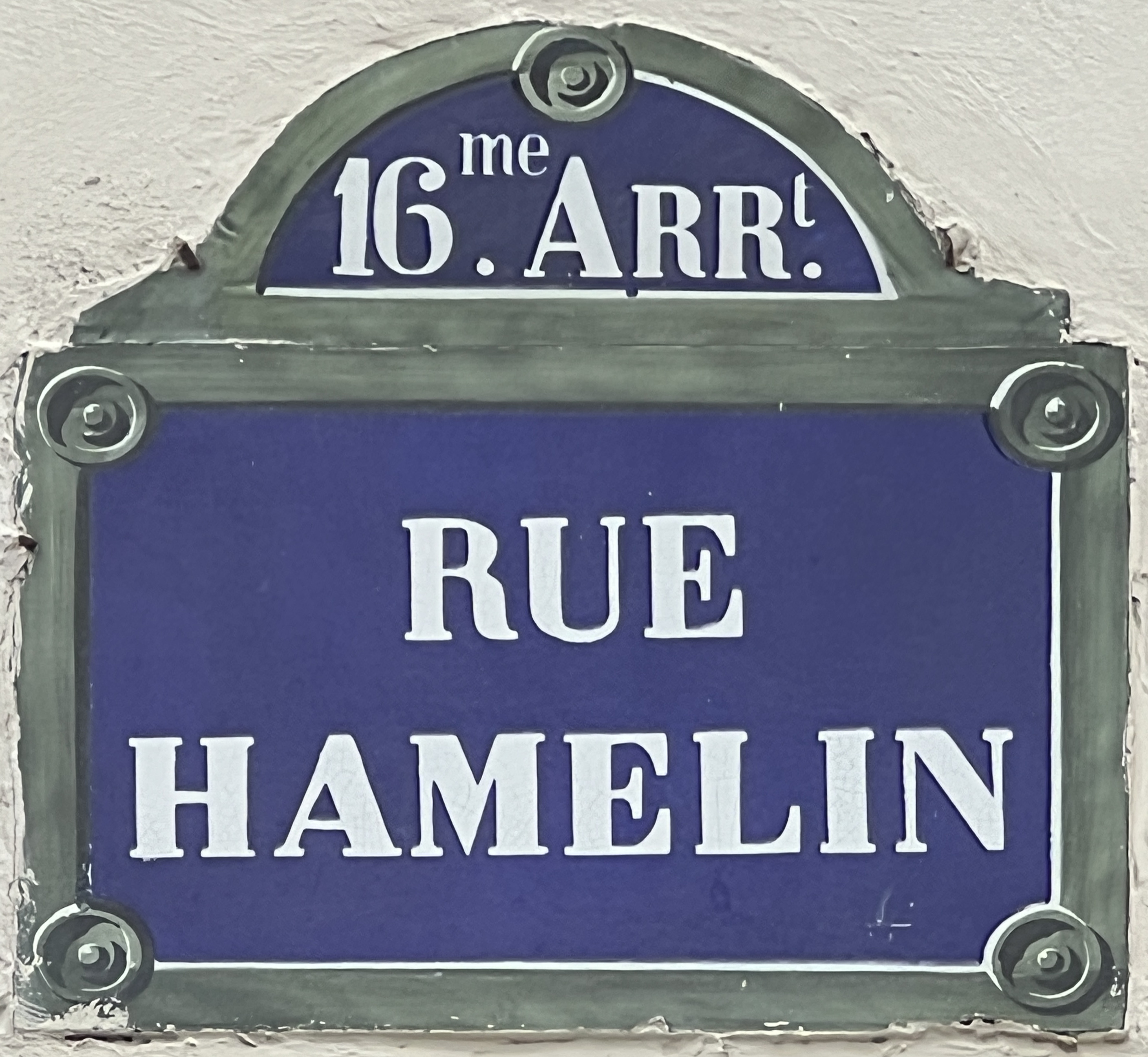
Plaque de l'ancien nom.

Elle est nommée en l'honneur de l'amiral et ministre de la Marine Ferdinand Hamelin (1796-1864).

## Historique
Cette voie ouverte par un décret du 17 septembre 1864 est dénommée en 1867 « rue Hamelin », avant de prendre sa dénomination actuelle par un arrêté municipal du 11 août 2003.

## Bâtiments remarquables et lieux de mémoire
- No 9 : l'homme politique Louis Loucheur y meurt en 1931. Une plaque commémorative lui rend hommage.
- No 11 : hôtel particulier néo-Renaissance propriété, à l'origine, du comte de Montebello, construit en 1891 par l’architecte Louis-Charles Boileau[1]. Acheté à la princesse de Cystria par le Syndicat général de la construction électrique, celui-ci y installe ses bureaux en 1939[2]. C'est aujourd'hui l'Espace Hamelin, centre d'affaires et de services.
- Nos 11-17 : siège de la Fédération des industries du cinéma, de l'audiovisuel et du multimédia.
- No 16 : hôtel particulier du journaliste et baron Ernest Seillière (1866-1955).
- No 17 : siège de la Fondation Concorde, laboratoire d'idées créé en 1997[3].
- No 18 : hôtel particulier du géologue et cartographe Léon Carez (1854-1932).
- No 19 : ancienne résidence de Moïse de Camondo (1860-1935) jusqu'en 1914.
- No 21 : école élémentaire publique, fermée en 2023[4].
- No 22 : hôtel de style néo-Renaissance construit en 1891 par l'architecte Louis-Charles Guinot[5], dont on peut observer, en façade, l'exceptionnelle baie à meneaux. En 2021, il abrite le consulat général du Sénégal à Paris.
- No 44 : l'écrivain Marcel Proust vient vivre ici en 1919 et y meurt en 1922. Une plaque lui rend hommage.

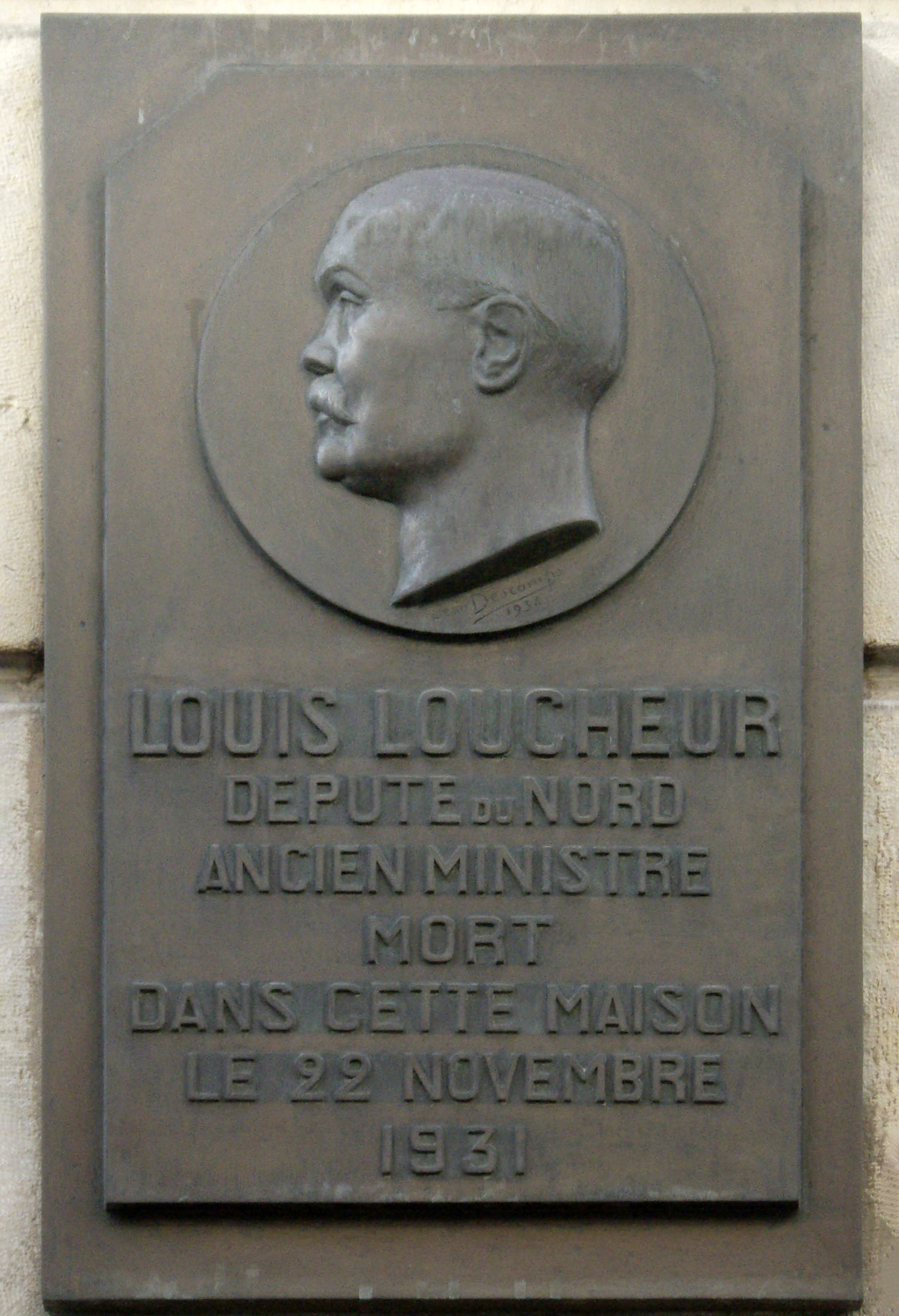
Plaque au no 9.
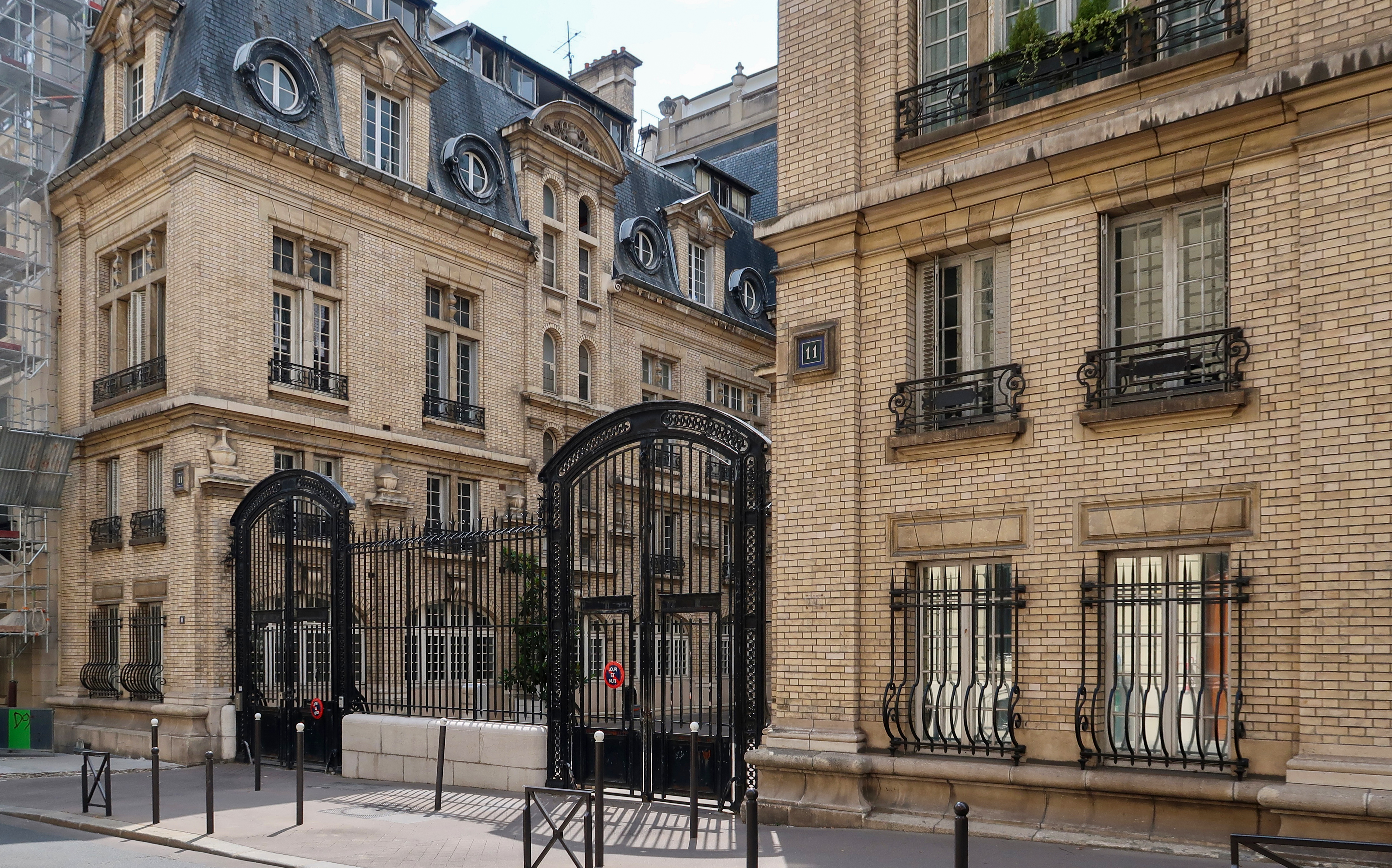
No 11.
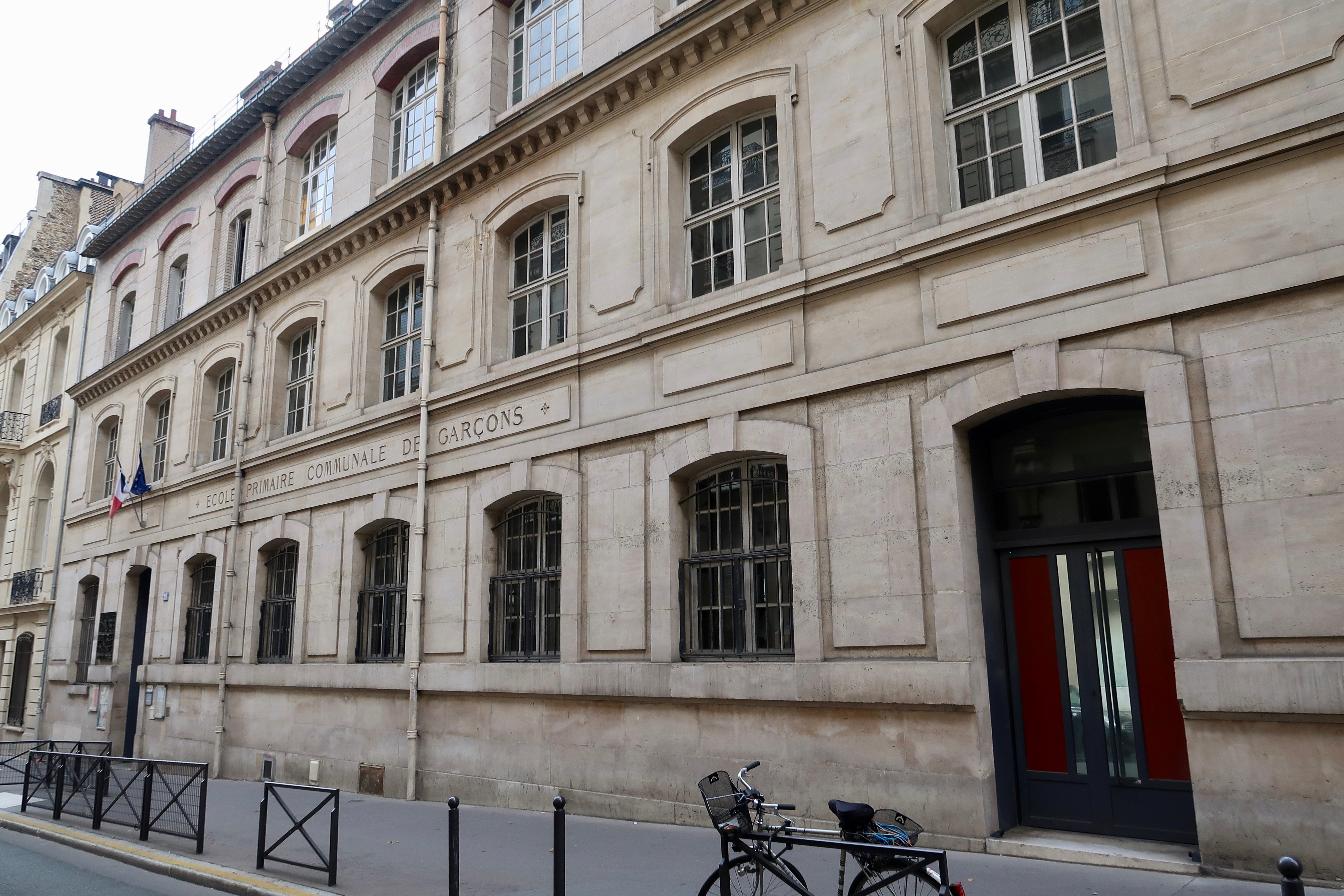
École élémentaire au no 21.
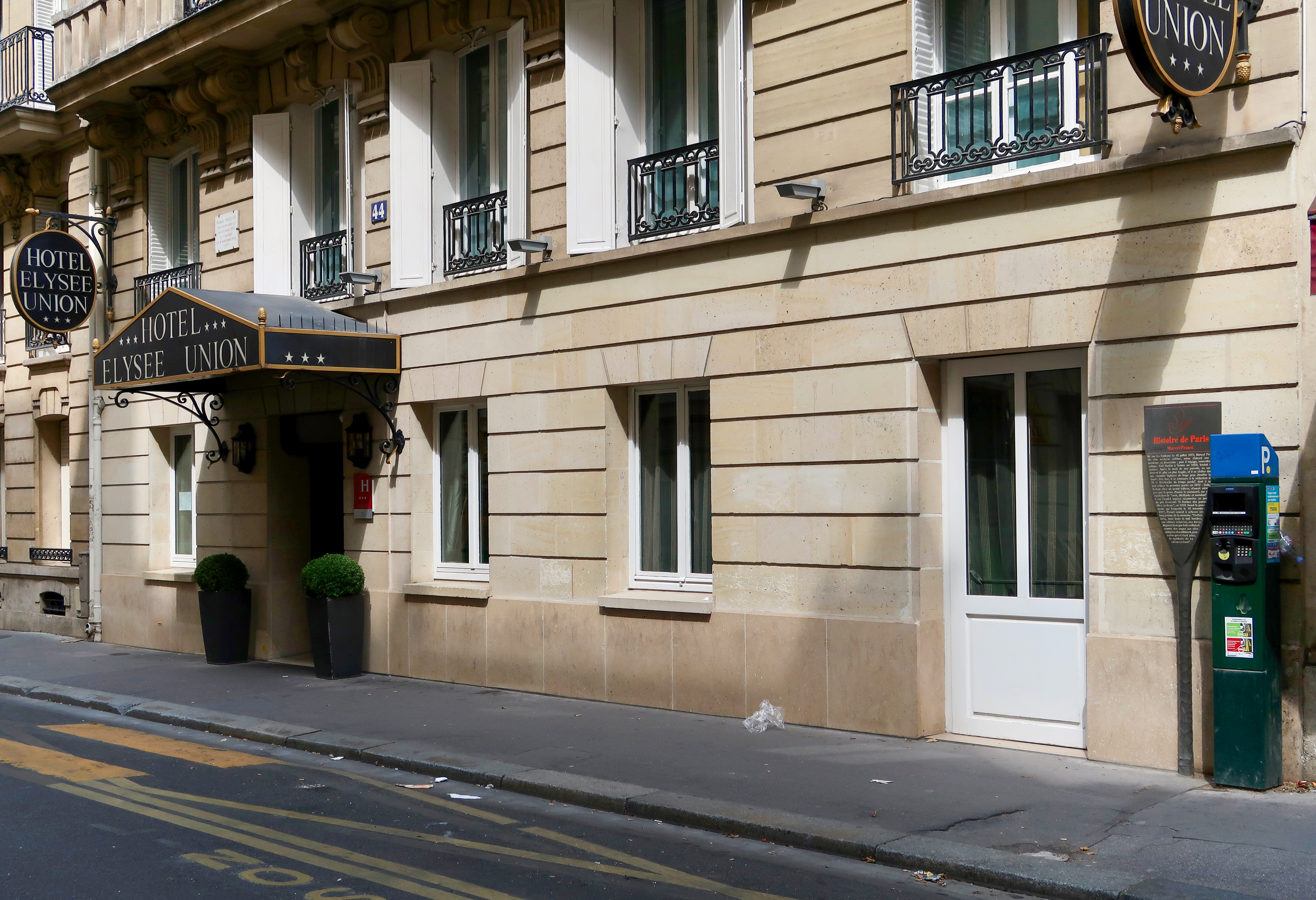
Immeuble où vécut Marcel Proust.
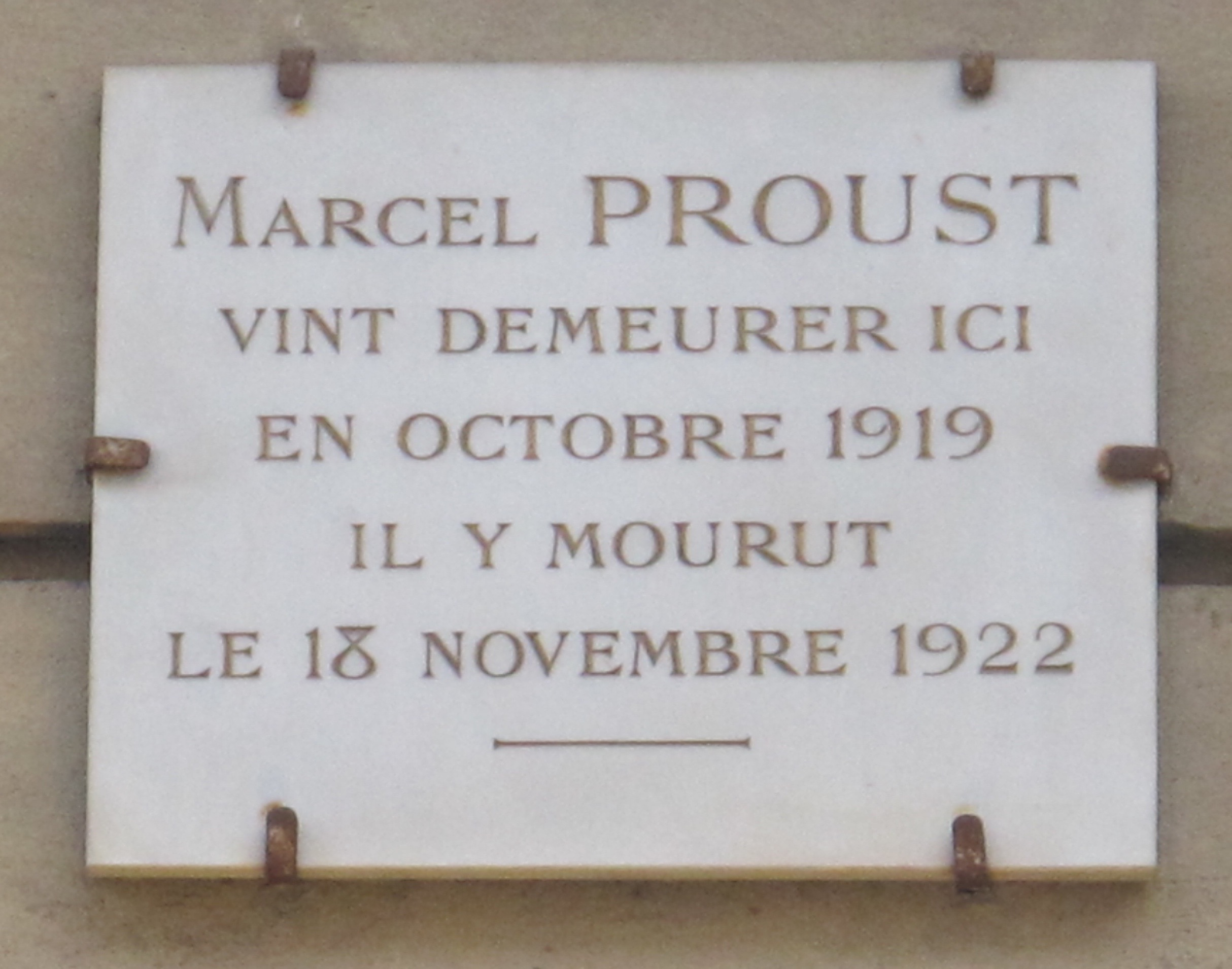
Plaque au no 44.